# † (album)

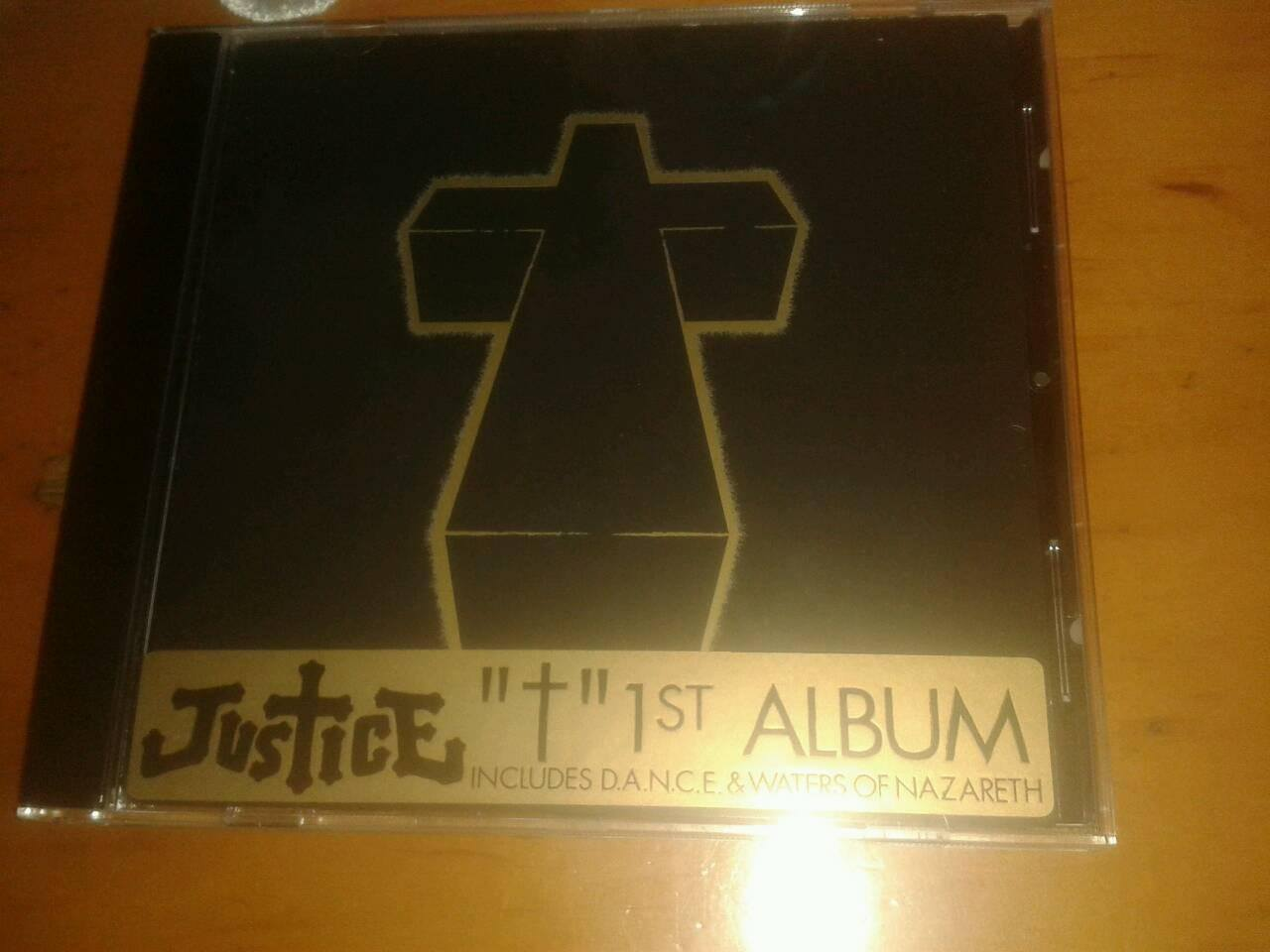
Wydanie CD

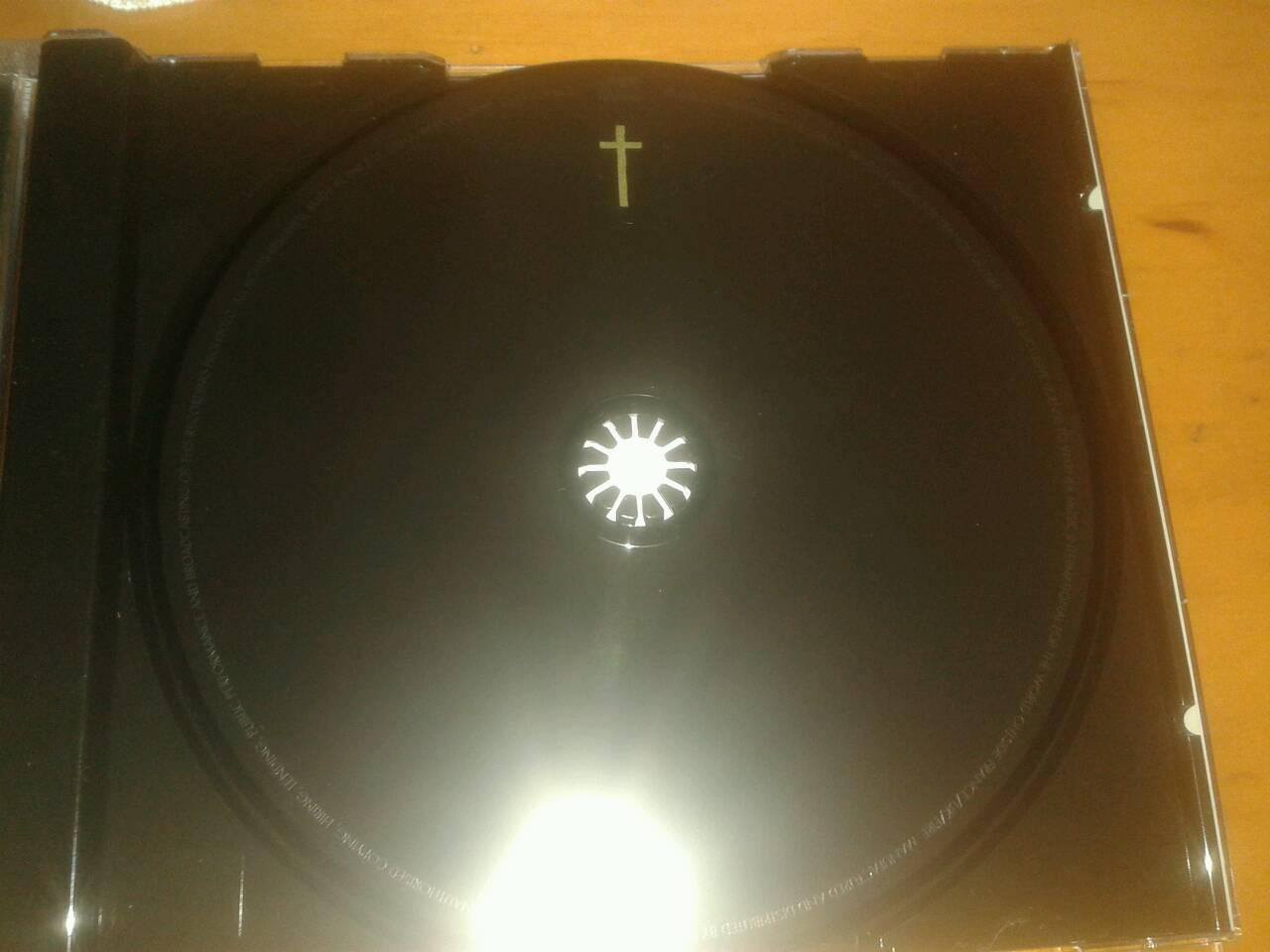
Złoty krzyż na wierzchu płyty pełniący rolę tytułu

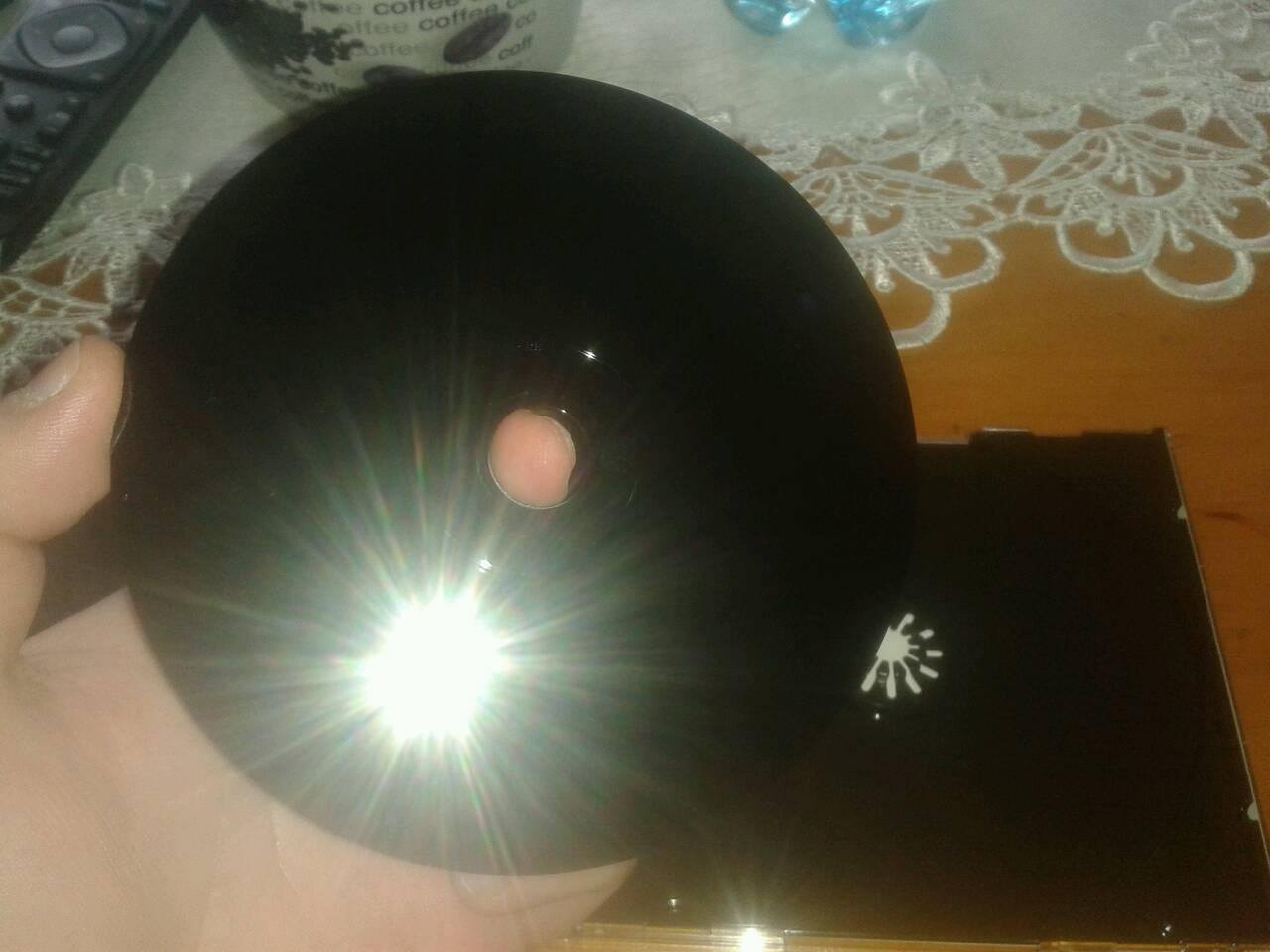
Czarny spód płyty

† (znany też jako Cross) – pierwszy studyjny album francuskiego duetu Justice, wydany 11 czerwca 2007 roku. Płyta osiągnęła status srebrnej płyty w Wielkiej Brytanii, za sprzedaż 60 000 egzemplarzy. 

## Spis utworów
1. "Genesis" – 3:54
2. "Let There Be Light" – 4:55
3. "D.A.N.C.E." – 3:29
4. "Newjack" – 3:36
5. "Phantom" – 4:22
6. "Phantom Pt. II" – 3:20
7. "Valentine" – 2:56
8. "Tthhee Ppaarrttyy" (featuring Uffie) – 4:03
9. "DVNO" – 3:56
10. "Stress" – 4:58
11. "Waters of Nazareth" – 4:25
12. "One Minute to Midnight" – 3:07

### Bonusowa zawartość wydania japońskiego
- "D.A.N.C.E." (Rehearsal)
- "D.A.N.C.E." (Live Version)
- "D.A.N.C.E." Jackson Remix
- "Do the J.A.H.C.B."
- "D.A.N.C.E." MSTRKRFT Remix
- "D.A.N.C.E." Alan Braxe and Fred Falke Remix
- "D.A.N.C.E." Live at Inrocks Festival
- "D.A.N.C.E." Benny Blanco Remix feat. Mos Def and Spank Rock
- Teledysk do "D.A.N.C.E."

## Pozycja na listach
| Kraj            | Pozycja |
| --------------- | ------- |
| Francja         | 11.     |
| Wielka Brytania | 49.     |
| Norwegia        | 25.     |
| Belgia          | 33.     |
| Szwajcaria      | 36.     |
| Austria         | 71.     |
| Holandia        | 1.      |

## Ciekawostki
Przy produkcji krążków CD w miejsce standardowego srebrnego połyskliwego plastiku zastosowano tworzywo koloru czarnego stosowanego niegdyś masowo przy tłoczeniu gier na konsolę PlayStation firmy Sony.